# Sukiman Wirjosandjojo
Sukiman Wirjosandjojo (né en 1898 et mort en 1974) est un homme d'État, Premier ministre d'Indonésie, du 27 avril 1951 au 3 avril 1952, sous la présidence de Soekarno.